# Timaná (ort)
Timaná är en ort i Colombia.   Den ligger i departementet Huila, i den sydvästra delen av landet, 400 km sydväst om huvudstaden Bogotá. Timaná ligger 1 030 meter över havet och antalet invånare är 8 203.
Terrängen runt Timaná är kuperad åt nordost, men åt sydväst är den bergig. Timaná ligger nere i en dal. Runt Timaná är det ganska glesbefolkat, med 35 invånare per kvadratkilometer. Närmaste större samhälle är Pitalito, 18,7 km sydväst om Timaná. I omgivningarna runt Timaná växer i huvudsak städsegrön lövskog.